# Franchesse
 Franchesse  là một xã ở tỉnh Allier thuộc miền trung nước Pháp.